# Poliops striatus
Poliops striatus är en tvåvingeart som beskrevs av Aldrich 1934. Poliops striatus ingår i släktet Poliops och familjen parasitflugor. Inga underarter finns listade i Catalogue of Life.